# Половраги (коммуна)
Половраги — коммуна в жудеце Горж, Олтения, Румыния. Состоит из двух деревень, Половраги и Раковица.
Коммуна расположена в северо-восточной части жудеца Горж, в 54 км от центра жудеца Тыргу-Жиу, на границе с жудецом Вылча. Национальная дорога DN67 соединяет ее с Тыргу-Жиу и Дробета-Турну-Северин на западе и с Рымнику-Вылча на востоке.
Половраги расположен в холмистой местности у подножия Южных Карпат, на высоте 546 м. Он лежит на берегах реки Олтец, которая берет свое начало в горах Кэпэцянэ, и прорезает ущелье длиной 3 км к северу от деревни Половраги. В ущелье, примерно в 20 м над рекой, находится пещера Половраги, где обитают около 300 подковоносов. Говорят, что пещера была домом Залмоксиса, божества гетов и даков.
Монастырь Половраги был построен в 1505 году ктиторами Раду Комисулом и Пэтру Спэтару, сыновьями боярина Данчу Замоны.
Андруцэ Чаушеску (1886—1969), отец Николае Чаушеску, был потомком семьи пастухов из Половраги.